# Dīmītrīs Diamantakos
Dīmītrīs Diamantakos (in greco: Δημήτρης Διαμαντάκος; Il Pireo, 5 marzo 1993) è un calciatore greco, attaccante dell'East Bengal.

## Carriera

### Club
Cresciuto nel vivaio dell'Olympiacos, nella stagione 2012-2013 ha giocato in prestito prima al Paniōnios e poi all'Arīs Salonicco, disputando un totale di 21 presenze, senza mai andare a segno, nella massima serie greca. A fine stagione fa ritorno all'Olympiakos, che a fine agosto lo cede nuovamente in prestito all'Ergotelīs, dove chiude il campionato con 9 reti in 25 partite.
Successivamente torna per fine prestito all'Olympiacos, con cui segna una rete nella prima giornata di campionato, che coincide anche con il suo esordio con la squadra della capitale greca. Nella sua prima stagione vince sia il campionato che la coppa nazionale greca, disputando in tutto 17 partite (8 in campionato, 7 in Coppa di Grecia e 2 in Champions League) e segna 4 reti (2 in campionato e 2 in Coppa di Grecia).
Per la stagione 2015-2016 viene ceduto in prestito al Karlsruhe, squadra della seconda serie tedesca, con cui segna 8 reti in 24 partite di campionato. Nell'estate del 2016 viene ceduto a titolo definitivo al club tedesco. Trascorre poi altri tre anni nella medesima categoria, vestendo anche le maglie di Bochum e St. Pauli. Il 5 luglio 2020 firma da svincolato un contratto triennale che lo lega all'Hajduk Spalato, club della prima divisione croata; il 29 agosto seguente fa il suo debutto nei Bili andando anche a segno in occasione del match casalingo di campionato terminato 2-2 contro lo Slaven Belupo. Conclude la sua prima stagione nella squadra spalatina con 19 presenze in campionato, una in Coppa di Croazia e 2 nei turni preliminari di Europa League. Il 5 gennaio 2022 viene ceduto in prestito all'Ashdod, club della prima divisione israeliana, fino al termine della stagione.
Il 24 agosto seguente rescinde consensualmente il contratto con il club spalatino. Il giorno seguente si accasa tra le file del Kerala Blasters militante in Indian Super League.

### Nazionale
Ha giocato nella nazionale greca Under-17.
Ha segnato tre gol in cinque partite agli Europei Under-19 2012, chiusi dalla sua nazionale al secondo posto; ha partecipato ai Mondiali Under-20 2013, nei quali ha segnato anche un gol contro il Paraguay. Tra il 2012 ed il 2015 ha totalizzato complessivamente 11 presenze e 5 reti con la nazionale Under-21.
Nel settembre del 2014 fa il suo esordio con la maglia della nazionale maggiore greca, con cui tra il 2014 ed il 2017 gioca in totale 5 partite.

## Statistiche

### Cronologia presenze e reti in nazionale
| Cronologia completa delle presenze e delle reti in nazionale ― Grecia | Cronologia completa delle presenze e delle reti in nazionale ― Grecia | Cronologia completa delle presenze e delle reti in nazionale ― Grecia | Cronologia completa delle presenze e delle reti in nazionale ― Grecia | Cronologia completa delle presenze e delle reti in nazionale ― Grecia | Cronologia completa delle presenze e delle reti in nazionale ― Grecia | Cronologia completa delle presenze e delle reti in nazionale ― Grecia | Cronologia completa delle presenze e delle reti in nazionale ― Grecia |
| Data                                                                  | Città                                                                 | In casa                                                               | Risultato                                                             | Ospiti                                                                | Competizione                                                          | Reti                                                                  | Note                                                                  |
| --------------------------------------------------------------------- | --------------------------------------------------------------------- | --------------------------------------------------------------------- | --------------------------------------------------------------------- | --------------------------------------------------------------------- | --------------------------------------------------------------------- | --------------------------------------------------------------------- | --------------------------------------------------------------------- |
| 7-9-2014                                                              | Il Pireo                                                              | Grecia                                                                | 0 – 1                                                                 | Romania                                                               | Qual. Euro 2016                                                       | -                                                                     | 46’ 58’                                                               |
| 29-3-2016                                                             | Il Pireo                                                              | Grecia                                                                | 2 – 3                                                                 | Islanda                                                               | Amichevole                                                            | -                                                                     | 46’                                                                   |
| 4-6-2016                                                              | Sydney                                                                | Australia                                                             | 1 – 0                                                                 | Grecia                                                                | Amichevole                                                            | -                                                                     | 46’                                                                   |
| 9-11-2016                                                             | Il Pireo                                                              | Grecia                                                                | 0 – 1                                                                 | Bielorussia                                                           | Amichevole                                                            | -                                                                     | 46’                                                                   |
| 31-8-2017                                                             | Il Pireo                                                              | Grecia                                                                | 0 – 0                                                                 | Estonia                                                               | Qual. Mondiali 2018                                                   | -                                                                     | 70’                                                                   |
| Totale                                                                |                                                                       | Presenze                                                              | 5                                                                     |                                                                       | Reti                                                                  | 0                                                                     |                                                                       |

## Palmarès

### Club

#### Competizioni nazionali
- Campionato greco: 1

Olympiakos: 2014-2015
- Coppa di Grecia: 2

Olympiakos: 2011-2012, 2014-2015